# Ruslan Khain
Ruslan Khain (russisch Руслан Хаин, * 1972 in Leningrad; † 14. Dezember 2022 ebendort) war  ein russischer Jazzmusiker (Kontrabass, Arrangement) des Modern Jazz, der lange Jahre in den Vereinigten Staaten lebte.

## Leben und Wirken
Khain studierte an einer Kindermusikschule und arbeitete dann in einer Fabrik. 1993 begann er Kontrabass zu spielen; von 1994 bis 1997 besuchte er das Mussorgsky Musikkolleg in seiner Heimatstadt. 1996 trat er bereits mit seinem eigenen Ensemble auf. 1998 spielte er in Gennady Goldsteins Band Saxophones of Sankt-Petersburg. Im folgenden Jahr zog er nach New York City, wo er seitdem lebte und als Jazzmusiker arbeitete. Er spielte u. a. im Smalls’ Jazz Club, mit der Kent Glenn Big Band und mit dessen Trio im Swing 46 Club. Ab 2004 war er regelmäßiges Mitglied des Valery Ponomarev Quintet sowie dessen Big Band. Zu denen, mit denen er gespielt hat, gehörten die Schlagzeuger Louis Hayes und Jimmy Cobb, der Pianist Hank Jones, der Saxophonist/Flötist Frank Wess und der Trompeter Clark Terry.
Seit den 2000er Jahren Ruslan spielte Ruslan regelmäßig in verschiedenen Ensembles des Trompeters Valery Ponomarev, einschließlich seiner Big Band (Our Father Who Art Blakey: The Centennial). 2007 nahm er unter eigenem Namen das Album Tie It In auf, an dem u. a. Yoshirō Okazaki mitwirkte. In späteren Jahren trat er mit eigener Formation im Club Fat Cat auf; dort entstand auch sein Folgealbum For Medicinal Purposes Only!, wiederum mit Okazaki sowie Chris Byars als Solisten.
Im Bereich des Jazz war er zwischen 2005 und 2019 an sechs Aufnahmesessions beteiligt. Als 2021 das Jazzleben in New York durch einen monatelangen Lockdown praktisch zum Erliegen kam, kehrte Khain in seine Heimatstadt zurück, die er auch bereits zuvor immer wieder besucht hatte, um mit der St. Petersburger Jazzszene zusammenzuarbeiten. In St. Petersburg engagierte sich Ruslan Khain nicht nur als Musiker, sondern auch in pädagogischen Aktivitäten und leitete eine Reihe von Meisterkursen.
Khain starb im Alter von 50 Jahren; Todesursache war vermutlich eine beidseitige Lungenentzündung.